# Municipio de Hjo
El municipio de Hjo (en sueco: Hjo kommun) es un municipio en la provincia de Västra Götaland, al suroeste de Suecia. Su sede se encuentra en la ciudad de Hjo. El municipio fue creado en 1971 cuando la ciudad de Hjo se fusionó con una parte del municipio rural Värsås. En 1974 se agregaron partes de Fröjered y Fågelås.

## Localidades
Hay 2 áreas urbanas (tätort) en el municipio:
| # | Tätort    | Población |
| - | --------- | --------- |
| 1 | Hjo       | 6344      |
| 2 | Korsberga | 217       |